# 贾伊辛格纳加尔
贾伊辛格纳加尔（Jaisinghnagar），是印度中央邦Shahdol县的一个城镇。总人口7392（2001年）。

## 人口
该地2001年总人口7392人，其中男性3826人，女性3566人；0—6岁人口1094人，其中男583人，女511人；识字率56.66%，其中男性为64.58%，女性为48.15%。